# 納登·埃爾達夫拉特利
納登·埃爾達夫拉特利（Nadeen El-Dawlatly，1993年6月22日—），一名埃及乒乓球運動員。她代表埃及參加2012年及2016年夏季奧林匹克運動會。